# ブルボン朝の王室筆頭画家
ブルボン朝の王室筆頭画家（おうしつひっとうがか、Premier peintre du Roi）は、アンリ4世 (在位：1589年-1610年)に始まるフランスのブルボン朝の宮廷画家に与えられた称号（役職）である。王室建造物局総監（"Bâtiments du Roi"）の指揮下にある役職であった。同様の地位の王室の筆頭建築家（"Premier architecte du Roi"）が王室の建築する建物の設計や建設を管理したのと対照的に実際的な権限・職務はあまりなく、前任者が亡くなると、後任が決まるまで、しばしば、その役職は空席になった。

## 王室の筆頭画家に任じられた人物一覧
1599-1602 : トゥーサン・デュブレイユ(Toussaint Dubreuil:c.1561-1602)
1602-1603 : 空席
1603-1619 : マルタン・フレミネ(Martin Fréminet:1567-1619)
1619-1627 : 空席
1627-1649 : シモン・ヴーエ (1590-1649)
1641-1665 : ニコラ・プッサン (1594-1665)
1664-1690 : シャルル・ルブラン (1619-1690)
1690-1695 : ピエール・ミニャール (1612-1695)
1695-1716 : 空席
1716-1722 : アントワーヌ・コワペル (1661-1722)
1722-1725 : 空席
1725-1733 : ルイ・ド・ブローニュ (1654-1733)
1733-1736 : 空席
1736-1737 : フランソワ・ルモワーヌ (1688-1737)
1737-1746 : 空席
1746-1752 : シャルル＝アントワーヌ・コワペル (1694-1752)
1752-1762 : 空席
1762-1765 : シャルル＝アンドレ・ヴァン・ロー (1705-1765)
1765-1770 : フランソワ・ブーシェ (1703-1770)
1770-1789 : ジャン＝バティスト＝マリー・ピエール (1714-1789)
1789-1791 : ジョゼフ＝マリー・ヴィアン (1716-1809)

### フランス復古王政後の磁器の絵付け画家
1828(フランス復古王政): マリー＝ヴィクトワール・ジャコット(Marie-Victoire Jaquotot« 磁器の王室筆頭画家:Premier peintre sur porcelaine du roi»)